# سفارات دول الشمال (برلين)

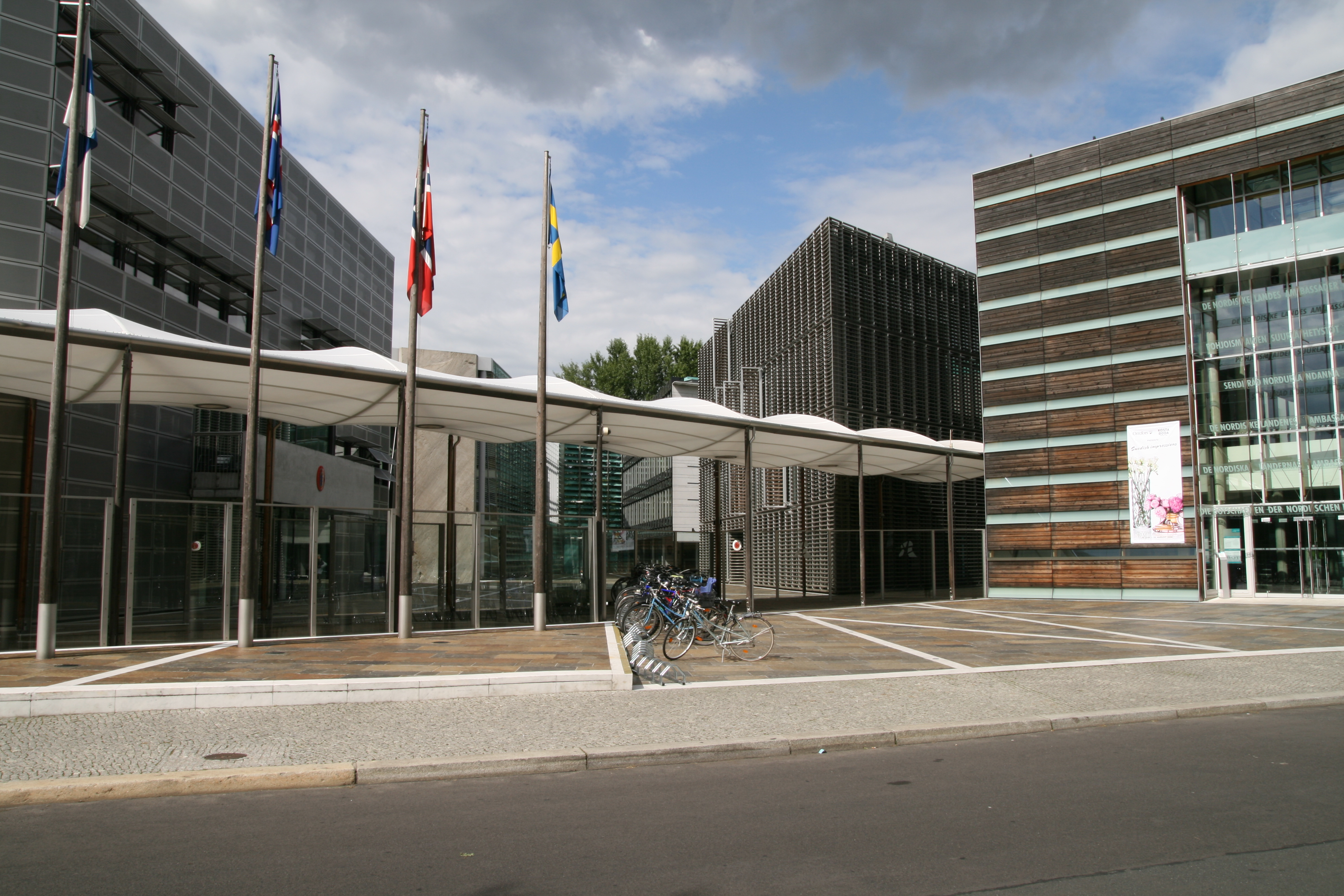
سفارات دول الشمال خلف واجهة نحاسية

سفارات دول الشمال  في برلين هي البعثات الدبلوماسية من بلدان الشمال إلى ألمانيا، وتقع في مبنى مشترك، مبنى عموم دول الشمال في برلين. تم تصميم المجمع من قبل المهندسين المعماريين ألفريد بيرغر وتينا باركينين واكتمل بناؤه في عام 1999.
يتكون المبنى من ست مبان منفصلة محاطة بجدار نحاسي أخضر. من المباني الست، تحتل سفارات الدنمارك وآيسلندا والنرويج والسويد وفنلندا خمسة، وهي مرتبة بالترتيب الجغرافي للدول الخمس. أما العمارة المتبقية، فهي عمارة مشتركة اسمها فيليسهوسيت، وتضم مدخل المجمع وقاعة ومطعما.

## وصلات خارجية
- سفارات دول الشمال
- السفارة السويدية (اللغة السويدية)
- صفحة بيرغر وباركينين على صفحة المشروع
- فيلم وثائقي قصير حول عمارة سفارات دول الشمال